# Saprosites meditans
Saprosites meditans är en skalbaggsart som beskrevs av Edgar von Harold 1867. Saprosites meditans ingår i släktet Saprosites och familjen Aphodiidae. Inga underarter finns listade i Catalogue of Life.